# Autopista Lara-Zulia

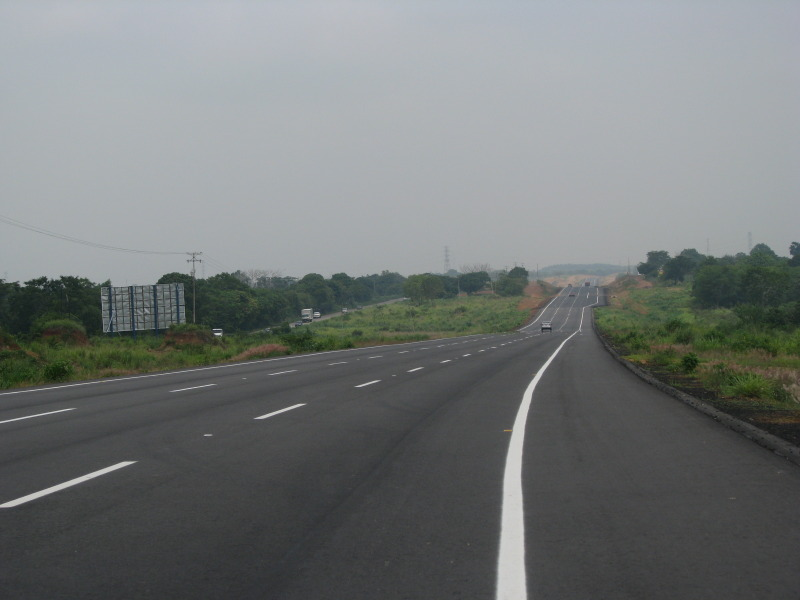
Autopista Lara-Zulia en su paso por el municipio Cabimas del estado Zulia.

La Autopista Lara-Zulia también conocida como la Autopista Centro Occidental Lara-Zulia, es una de las autopistas más importantes en la arteria vial de Venezuela. Esta une a las ciudades de Barquisimeto y Maracaibo, así como otras ciudades. Está identificada como la Troncal 17.

## Historia
Comenzó su construcción en 1936 durante el gobierno del presidente Eleazar López Contreras. En 1962 se unió con el Puente sobre el lago de Maracaibo. En el año 1995 se rediseñó eliminando las curvas de San Pablo. Entre los años 2006 y 2008 se rediseñó el tramo Santa Rita - Carretera Williams, con isla central canales de ida y vuelta y nuevos distribuidores.

## Trayecto
La autopista tiene su inicio en el oeste de la ciudad de Barquisimeto y termina en el puente General Rafael Urdaneta muy cerca de Maracaibo.

## Tramos

### Estado Lara
- Barquisimeto - Distribuidor el Rodeo. 6,3 km
- Distribuidor el Rodeo - Arenales. 48 km
- Arenales - Carora. 19,9 km
- Carora - Burere. 25 km
- Burere - Puricaure. 27,6 km
- Puricaure - Peaje Jacinto Lara. 8,3 km

Recorre 135,1 km en el Estado Lara.

### Estado Zulia
- Peaje Jacinto Lara - El Venado. 56,3 km
- El Venado - El Corozo. 15,9 km
- El Corozo - Campo Lara. 9,5 km
- Campo Lara - El Menito. 11,4 km
- El Menito - El Danto. 5 km
- El Danto -  La Plata. 10,5 km
- La Plata - Carretera Williams. 10,2 km
- Carretera Williams - Distribuidor San Benito (Carretera H, Cabimas). 8,8 km
- Distribuidor San Benito (Cabimas) - Monte Pío. 4,4 km
- Monte Pío - Calle Cementerio (Santa Rita). 11,9 km
- Santa Rita - Distribuidor Falcón Zulia.2,9 km
- Distribuidor Falcón Zulia -  Puente sobre el lago de Maracaibo.  3 km
- Puente sobre el lago de Maracaibo. 8,678 km

Recorre 149,2 km En el Estado Zulia (Excluyendo el Puente)
Recorre una distancia total entre Barquisimeto - Maracaibo de 293,578 km